# Фаниполь (станция)
Фа́ниполь (бел. Фаніпаль) — железнодорожная станция Минского отделения Белорусской железной дороги на линии Минск — Барановичи, расположенная в одноимённом городе Дзержинского района Минской области. Станция находится между остановочными пунктами Волчковичи и Бережа.

## История
Железнодорожный остановочный пункт «Чечин» в Фаниполе был открыт в 1871 году в ходе введения в эксплуатацию Московско-Брестской железной дороги. Несколькими годами позже остановочный пункт стал станцией, которой было присвоено название «Токаревская» — в честь Владимира Токарева, который являлся минским губернатором и одним из основателей железной дороги Москва — Брест. 9 августа 1876 года железнодорожная станция была переименована в Фаниполь — по имени фольварка, основанного в начале XIX века (ныне — город). 
1 ноября 1917 года (по старому стилю), во время Октябрьской революции железнодорожники станции помогли провести бронепоезд во главе с В.А. Пролыгиным на помощь революционному Минску. В 1920 году на станции Фаниполь организован трест свиноводческих совхозов «Свиновод», который имел 1284 га земли, 1568 га сельскохозяйственных угодий, на котором работали 75 рабочих (в 1931 году — 195 рабочих). В ходе Великой Отечественной войны железнодорожная станция была полностью разрушена. Справа от здания станции расположен мемориал, свидетельствующий о том, что во время боев на станции погибло более 800 человек.
После войны станция была восстановлена. В 1975 году была проведена электрификация станции переменным током (~25 кВ) в составе участка Минск — Столбцы.

## Устройство станции

### Путевое хозяйство
На станции расположены восемь путей (в том числе три — тупиковых), около десяти стрелочных переводов, а также множество ответвлений к промышленным предприятиям свободной экономической зоны «Минск». Станцией обслуживаются РО «Белагросервис», филиал ОАО «Дорстройиндустрия» — завод железобетонных мостовых конструкций и «Нерудстройматериалы», ООО «Стекло-Опт», СП «Промекс», ОАО «Белхим», ОАО «Штадлер Минск», ОАО «ДСТ №7», РУП «Белоруснефть-Минскоблнефтепродукт», ОАО «Агрокомбинат Дзержинский», СЗАО «Полимертранс» и УП «Промышленная база Фаниполь».

### Инфраструктура
На станции расположены две пассажирские платформы длиною по 260 метров каждая, крытый грузовой склад вместимость в два вагона, крытая высокая грузовая платформа вместимостью в один вагон, две высокие грузовые платформы, каждая вместимостью в три вагона.  Передвижение между пассажирскими платформами осуществляется по трём наземным пешеходным переходами, в 500 метрах южнее станции расположен надземный пешеходным переход (мост). На главной платформе в направлении станции Барановичи-Полесские, расположено небольшое здание вокзала с билетными кассами и залом ожидания.

## Эксплуатация

### Грузовые работы
На станции осуществляются приём и выдача грузов, допускаемых к хранению на открытых площадках станций, железнодорожных путях необщего пользования, а также, требующих хранения в крытых складах станций.

### Обслуживание пассажиров
По состоянию на 2008 год через железнодорожную станцию Фаниполь ежедневно проходит около 150 грузовых и пассажирских поездов. На станции ежедневно останавливаются семь пар поездов до станции Столбцы и восемь пар поездов до Барановичей-Полесских. Выход со станции осуществляется на Железнодорожную улицу, а также к остановкам автобусов ОАО «Миноблавтотранс» и маршрутных такси частных перевозчиков, следующих до Минска, Дзержинска, деревень Пеняка, Полоневичи и парка «Сула».

## Известные сотрудники
- Судников, Павел Дмитриевич (1913—1995) — Герой Социалистического Труда. Работал на станции дежурным.